# David Connell
David Connell (* 7. September 1955 in Melbourne, Victoria) ist ein australischer Kameramann.

## Leben
Nachdem David Connell als 12-Jähriger seine erste Super-8-Kamera von seinem Vater geschenkt bekommen hatte, begann sein Interesse für den Film, sodass er bereits als 17-Jähriger bei einem Nachrichtensender als Kameraassistent anfing und nach nur zwei Jahren mit The Solomons seine erste Kameraarbeit bei einer Fernsehshow ablieferte. Bevor er für den australischen Regisseur George Trumbull Miller mit dem Abenteuerfilm Der Flieger erstmals eigenverantwortlich bei einem Spielfilm die Kamera führte, arbeitete er bereits für MGM in Jugoslawien an The Eiger. Seitdem Connell hauptsächlich für Fernsehfilme wie Moby Dick, Cleopatra und Lady Musketier – Alle für Eine arbeitete, war er von 2008 bis 2012 der hauptverantwortliche Kameramann der Fernsehserie Leverage. Weitere Arbeiten vor allem für Fernsehserie folgten. Sein Schaffen umfasst mehr als 80 Produktionen.
1985 wurde er mit einem CableACE Award ausgezeichnet. Die Australian Cinematographers Society zeichneten ihn 1999 und 2006 mit dem Award of Distinction aus.

## Filmografie (Auswahl)
- 1982: Der schwarze Bumerang
- 1985: Der Flieger (The Aviator)
- 1990: Die unendliche Geschichte II – Auf der Suche nach Phantásien (The NeverEnding Story II: The Next Chapter)
- 1992: Mut zur Freiheit (Over the Hill)
- 1993: Der Preis der Lust (Between Love and Hate)
- 1993: Rio Diablo
- 1993: Verführt – Schuldig oder nicht schuldig? (Gross Misconduct)
- 1994: Meine Welt zerbricht (My Name Is Kate)
- 1995: Buffalo Girls
- 1995: Navy Action (Silver Strand)
- 1996: Blond ist die Rache (An Unfinished Affair)
- 1996: Twilight Man
- 1997: Robinson Crusoe
- 1997: Stephen King’s The Night Flier
- 1997: Under Pressure (Bad Day On the Block)
- 1997: Zeus & Roxanne – Eine tierische Freundschaft (Zeus and Roxanne)
- 1998: Moby Dick
- 1999: Der Sturm des Jahrhunderts (Storm of the Century)
- 1999: Cleopatra
- 2000: Chamäleon – Todesspiel (Chameleon II: Death Match)
- 2000: Hell Swarm – Die Todesbrut (Hell Swarm)
- 2001: Monkey King – Ein Krieger zwischen den Welten (The Lost Empire)
- 2002: Disappearance – Spurlos verschwunden (Disappearance)
- 2002: Sniper 2
- 2002: Stephen Kings Haus der Verdammnis (Stephen King’s Rose Red)
- 2004: Lady Musketier – Alle für Eine (La Femme Musketeer)
- 2005: Bermuda Dreieck – Tor zu einer anderen Zeit (The Triangle)
- 2005: Finale – Die Welt im Krieg (Left Behind: World at War)
- 2006: Das verschwundene Zimmer (The Lost Room)
- 2007: December Boys
- 2008: The Quest – Der Fluch des Judaskelch (The Librarian: Curse of the Judas Chalice)
- 2008–2012: Leverage (Fernsehserie)
- 2014–2018: The Quest – Die Serie (The Liberians, Fernsehserie)
- 2018: Bad Samaritan – Im Visier des Killers (Bad Samaritan)
- 2021–2023: Leverage 2.0 (Fernsehserie)